# Ben Badis, Sidi Bel Abbès
Ben Badis là một đô thị thuộc tỉnh Sidi Bel Abbès, Algérie. Dân số thời điểm năm 2002 là 17.617 người.